# Omorgus wittei
Omorgus wittei är en skalbaggsart som beskrevs av Haaf 1955. Omorgus wittei ingår i släktet Omorgus och familjen knotbaggar. Inga underarter finns listade i Catalogue of Life.